# Daryl Dixon
Daryl Dixon è un personaggio della serie televisiva The Walking Dead, interpretato da Norman Reedus. Insieme a Rick Grimes è il protagonista della serie, seppur sia lui che suo fratello Merle sono tra i pochi personaggi a non avere una controparte nel fumetto da cui la serie è tratta.

## Descrizione
Daryl Dixon è uno scontroso uomo sulla quarantina (cinquantina nelle ultime stagioni), abile cacciatore ed esperto segugio. Ha avuto un'infanzia complicata, segnata da un padre spesso ubriaco. È stato cresciuto dal fratello, duro nei suoi confronti, anche se spesso era assente perché finiva in riformatorio. Si è unito, insieme a suo fratello maggiore Merle, a dei superstiti dopo la diffusione del virus che ha trasformato in zombie le persone. Dapprima schivo, dopo la scomparsa del fratello comincerà a legare con Rick e il resto del gruppo.
Nonostante il suo carattere duro, Daryl ha un forte senso del gruppo, non mira a capeggiare ed è sempre pronto ad aiutare gli altri membri, senza chiedere aiuto o supporto. Nessuno si impegnerà più di lui nella ricerca della piccola Sophia quando ella si perderà nei boschi, e rischierà la sua stessa vita nella ricerca e per riportare alla madre la sua bambina. Ricopre un ruolo fondamentale perché diventa il braccio destro di Rick Grimes.

## Biografia del personaggio

### Prima stagione
Daryl rimane sconvolto quando scopre che Rick, assieme ad altri sopravvissuti, ha abbandonato il fratello Merle. Ritorna in città per liberarlo assieme a Rick, Glenn e T-Dog, però non lo ritrovano. Trovano invece soltanto la mano di Merle che lui stesso doveva essersi tagliato per fuggire, dato che l'avevano ammanettato sul tetto e avevano maldestramente perso la chiave. L'uomo avrebbe avuto pochissime probabilità di vivere da solo e ferito. Daryl per un po' resta in disparte ma poi stringe un legame sempre più stretto con il gruppo e con Rick, che l'appoggia nelle sue decisioni più difficili.

### Seconda stagione
Non appena scopre che Sophia è scomparsa, Daryl cerca di trovarla a ogni costo; Difatti lui è uno dei pochi del gruppo a pensare che esista ancora una speranza di ritrovarla sana e salva. Purtroppo ciò che Daryl riesce a trovare è solamente la bambola di Sophia e, per recuperarla, deve rischiare la vita. La speranza però muore quando si scopre che la piccola Sophia si trova all'interno del fienile della fattoria dove il gruppo era rifugiato. Dentro quel fienile venivano tenuti alcuni zombie, perché il proprietario, Hershel Greene, riteneva che un metodo di cura per la loro situazione fosse ancora possibile. Rick è costretto ad abbattere una Sophia ormai zombificata e, dopo questi eventi, Daryl si allontana quasi completamente dal gruppo, persino dalla stessa Carol (madre di Sophia) alla quale lui era molto legato. Quando Dale viene ferito mortalmente da un errante, Daryl si vede inoltre costretto a porre fine alle sue sofferenze, anche a causa dell'esitazione mostrata da Rick nel dargli il colpo di grazia. Dopo questo episodio vi è un graduale avvicinamento al resto del gruppo e, nel finale di stagione, Daryl salva Carol dall'attacco degli erranti alla fattoria di Hershel; si schiera infine dalla parte di Rick quando invece, dopo la fuga dalla fattoria, il gruppo gli si rivolta contro per essersi ritrovati in quella situazione.

### Terza stagione
Dopo l'intero inverno trascorso insieme Daryl diventa a tutti gli effetti il braccio destro di Rick, insieme al quale scopre dell'esistenza della prigione e aiuta a conquistarla eliminando gran parte degli erranti che la infestavano. Daryl subisce una crescita di maturazione davvero impressionante, in quanto si sostituisce spesso a Rick come leader del gruppo mentre lo sceriffo è in preda alla disperazione per aver perso la moglie Lori, tanto da riuscire nel ritrovare Carol nei meandri più bui della prigione, dopo che questa era stata data ormai per morta in seguito all'attacco di un'orda di erranti.
Durante la missione di salvataggio di Glenn e Maggie, prigionieri a Woodbury, Daryl viene catturato dagli uomini di Philip Blake, il Governatore di Woodbury, e posto di fronte a suo fratello Merle, divenuto anche lui uno dei suoi tirapiedi dopo essere scappato da Atlanta tagliandosi una mano. Soltanto l'intervento del gruppo di Rick salva i due fratelli Dixon da morte certa, ma quando gli viene fatto presente che Merle (ritenuto un traditore dalla gente di Woodbury) non sarebbe stato accolto con loro alla prigione, Daryl decide di restare con il fratello e di abbandonare il gruppo. Decisione che Daryl cambia di lì a poco, conscio del fatto che ormai la sua casa era con Rick e gli altri. Merle e Daryl fanno il loro ritorno durante l'attacco del Governatore alla prigione, salvando Rick, il quale era rimasto senza munizioni e messo alle strette dagli erranti. Da lì in avanti Daryl fa di tutto per fare accettare suo fratello Merle dagli altri membri della prigione, cosa non facile in quanto era stato lo stesso Merle, come tirapiedi del Governatore in precedenza, a catturare Glenn e Maggie e portarli a Woodbury come ostaggi.
Quando viene informato del piano di Rick per consegnare Michonne al Governatore in cambio di una tregua, rimane contrariato, ribadendo di voler cercare un altro modo. Merle però decide di portare da solo Michonne a Woodbury, dopo aver capito che Rick e il fratello non l'avrebbero mai fatto davvero, e Daryl si lancia al suo inseguimento. Sulla strada incontra Michonne, liberata da Merle in quanto quest'ultimo aveva deciso alla fine di uccidere il Governatore per conto suo, e la spadaccina lo informa della decisione che il fratello aveva preso. Daryl si precipita sul luogo indicatogli, trovandosi di fronte agli innumerevoli corpi degli uomini del Governatore che Merle era riuscito a uccidere; tra i molti erranti a divorare i cadaveri, Daryl trova anche Merle, ucciso per mano del Governatore e risvegliatosi come zombie. Distrutto dal dolore Daryl si ritrova costretto ad abbattere il fratello, perdendolo di nuovo, ma questa volta definitivamente. Aiuta successivamente Rick e il resto del gruppo durante l'imboscata all'esercito del Governatore per vendicare Merle, ed è lui, insieme allo stesso Rick e Michonne, a trovare Andrea nella sala delle torture di Philip, morsa alla spalla e ormai condannata. Infine contribuisce al trasporto dei civili di Woodbury alla prigione, per salvarli dalla furia del Governatore dopo il tentativo fallito nell'eliminare il gruppo di Rick durante l'ultimo assalto.

### Quarta stagione
All'inizio della quarta stagione Daryl è ormai un membro importante della comunità formatasi all'interno della prigione, ed è, in effetti, la figura di riferimento per tutti, dal momento che Rick ha "abbandonato le armi" per dedicarsi a mansioni quali coltivare la terra e allevare il bestiame.
Daryl va a caccia portando prelibatezze come carne di cervo alla comunità, e - in un periodo tra la fine della terza e l'inizio della quarta serie - ha portato molte persone alla prigione. Nell'episodio pilota della quarta serie Daryl si reca in un giro di routine per cercare rifornimenti, assieme a lui ci sono Glenn, Bob, Michonne - appena tornata alla prigione (la donna è ancora alla ricerca del Governatore) - Tyreese e sua sorella Sasha, e Zack (nuovo fidanzato di Beth), il quale ha iniziato una sorta di scommessa con Daryl, per riuscire a indovinare - senza mai riuscirci - che cosa faceva Daryl prima della "fine del mondo". Purtroppo durante il raid Zack perde la vita, ed è proprio Daryl a dover informare Beth, la quale dapprima rimane impassibile, e si limita a riazzerare una sorta di calendario che segnava i giorni trascorsi senza subire perdite (il calendario segnava 30 giorni, come il titolo in lingua originale dell'episodio).
Quando scoppia un'epidemia all'interno della prigione Daryl deve di nuovo partire alla ricerca di antibiotici e medicinali vari (cosa che fa senza esitazione), lì viene a conoscenza del problema con l'alchool di Bob, che quasi mette in pericolo la sua vita per recuperare una bottiglia di vino. Nonostante questo, Daryl è disposto a lasciar correre, intimando però a Bob di non toccarne neanche un goccio fino a dopo la fine della crisi.
Superato anche questo ostacolo Daryl scopre che in sua assenza Rick ha esiliato Carol dalla prigione, per aver ucciso e bruciato i corpi di Karen (la donna amata da Tyreese) e David, entrambi ammalati, senza mostrare alcun rimorso. Sebbene sia furioso, Daryl accetta di accompagnare Rick per dare a Tyreese la notizia, ma in quel momento il Governatore attacca la prigione con la sua nuova comunità riformata; mentre il Governatore discute con Rick i termini per la resa della prigione, Daryl riesce a passare delle armi a tutto il gruppo della prigione senza essere visto; quando il Governatore, infine, decapita Hershel a sangue freddo scoppia un conflitto a fuoco vero e proprio, nel quale Daryl riesce a difendersi da orde di vaganti (attirati dagli spari) e dagli uomini del governatore, distruggendo addirittura un Carro Armato. Nonostante la sconfitta del Governatore (e la sua morte), la prigione è ormai perduta, il gruppo è disperso e Daryl, come gli altri, abbandona la sua "casa" riuscendo a portare Beth con sé.
Dopo questo episodio Daryl sembra aver perso ogni speranza, si è nuovamente chiuso in se stesso, e a malapena parla con Beth, nonostante si prenda comunque cura di lei e la assecondi anche quando la ragazza ha richieste eccessivamente infantili, come voler trovare dell'alchool e ubriacarsi. Proprio durante questa ricerca, Daryl porta Beth in un vecchio capanno dove lui e Michonne avevano trovato del Whiskey "di contrabbando" (Moonshine), lì iniziano a bere e a giocare a "questo non l'ho mai fatto"; le domande di Beth però ben presto irritano Daryl il quale litiga con la ragazza, rinfacciandole tutte le cose stupide che ha fatto da quando si sono incontrati alla fattoria. Nella lite, però, Daryl confessa di sentirsi responsabile per la morte di Hershel, in quanto lui stesso ha dissuaso Michonne dal cercare il governatore e ucciderlo prima che questi potesse riorganizzarsi.
Dopo la sfuriata i due si riappacificano; Daryl racconta del suo passato a Beth e spiega che il motivo per cui Zack non riuscisse mai a indovinare chi e cose fosse Daryl prima, è perché di fatto Daryl non faceva nulla, se non perdere tempo con suo fratello Merle buttando via i suoi giorni. Alla fine i due decidono di bruciare quel capanno (che ricordava quello in cui Daryl è cresciuto con il padre alcolizzato e violento), simbolicamente per chiudere definitivamente con quella parte della sua vita e ricominciare.
A un certo punto Beth viene rapita da una misteriosa auto nera recante alcune croci; Daryl la segue per un po' ma poi ne perde le tracce, e finisce per aggregarsi a un gruppo di sopravvissuti capeggiati da un uomo di nome Joe. Il gruppo di Joe è alla ricerca di alcune persone che hanno ucciso uno di loro, per fare vendetta. Queste persone altri non sono che Rick, Carl e Michonne. Daryl chiede a Joe di risparmarli, assicurando che sono brave persone, ma Joe non ne vuole sapere e ordina a due dei suoi di uccidere Daryl.
Alla fine Daryl riesce a sopraffarli, mentre Rick e Michonne uccidono Joe e il resto della banda. Una volta riunitosi con Rick e gli altri, i quattro viaggiano seguendo dei binari verso Terminus (il capolinea dei treni), seguendo alcuni segnali che parlano di un rifugio sicuro dall'infezione. Ben presto però si renderanno conto che era solo un'esca per attirare viaggiatori in trappola, e dopo una rocambolesca fuga il gruppo viene fatto prigioniero e rinchiuso in un vagone abbandonato, dove si riuniscono con Maggie, Glenn, Sasha e Bob, che sono stati catturati assieme ad Abraham, Rosita, Eugene e Tara.

### Quinta stagione
All'inizio della quinta stagione Daryl racconta a Maggie quello che è successo mentre era con Beth, mentre il gruppo - ancora prigioniero all'interno del vagone - improvvisa delle armi per sopraffare i loro "carcerieri", ma lo stratagemma si rivela inutile in quanto gli abitanti di Terminus (che si rivelano essere cannibali) utilizzano dei fumogeni per stordirli prima di tirarli fuori. Daryl, assieme a Rick, Bob, Glenn e altri sopravvissuti, detenuti in un altro vagone, vengono portati in un edificio adibito a mo' di mattatoio, dal quale però riescono a fuggire a seguito di una non precisata esplosione (che più tardi si scopre essere stata causata da Carol) che causa panico tra gli abitanti di Terminus.
Approfittando del caos creatosi il gruppo libera anche gli altri e tutti fuggono via dalla stazione, ormai sopraffatta dai vaganti; finalmente Daryl può riabbracciare Carol, ma nota subito che qualcosa è cambiato nella sua amica. Il gruppo viaggia nuovamente unito e, per un po', fa base in una piccola chiesa di proprietà di Padre Gabriel, fino a che Daryl e Carol trovano l'auto che ha rapito Beth e si lanciano al suo inseguimento. Nonostante ne perdano le tracce, i due riescono a dedurre che la loro base sia nel Grady Memorial Hospital ad Atlanta. Mentre tornano indietro vengono sorpresi da un ragazzo di colore che prende le loro armi e li lascia ad affrontare alcuni vaganti per guadagnare tempo, ma Daryl e Carol riescono comunque a raggiungerlo e, dopo averlo immobilizzato e aver recuperato le loro armi, decidono comunque di risparmiargli la vita. Il ragazzo, di nome Noah, gli conferma che la base di questi uomini in divisa è nell'ospedale e che Beth si trovi lì con loro, mentre Noah è riuscito a fuggire proprio grazie all'aiuto della ragazza.
Mentre attraversano la strada Carol viene investita da una delle loro auto e portata via prima, e che Daryl possa fare altro Noah lo ferma, avvisandolo che gli uomini all'ospedale hanno armi e uomini, per cui Daryl decide di chiedere aiuto a Rick e gli altri.
Daryl, Rick, Sasha e Tyreese, usando proprio Noah come esca, riescono a catturare tre dei poliziotti, che pensano di usare come merce di scambio per riavere Beth e Carol. Nonostante uno dei tre ostaggi venga ucciso dall'ex sceriffo mentre tentava di fuggire, l'agente Dawn (che di fatto è il capo della comunità nell'ospedale) accetta lo scambio, ma proprio quando tutto sembra filare liscio, la richiesta della poliziotta di riavere Noah inalbera Beth che la colpisce con delle forbici, causando la reazione di Dawn che le spara, apparentemente senza volerlo, uccidendola sul colpo.
La prima metà della quinta stagione termina con Daryl, affranto, che spara in testa in Dawn prima di portare in braccio il corpo senza vita di Beth, proprio nel momento in cui Maggie stava arrivando sul posto carica di speranze.
Per onorare la memoria di Beth il gruppo decide di esaudire il suo ultimo desiderio e accompagnare Noah a casa, ma la città è ormai presa dai non-morti, Tyreese perde la vita e il gruppo, devastato si rimette in marcia con ormai sempre meno speranze; Daryl (assieme a Maggie e Sasha) prende molto male le recenti morti e ricerca sempre di più la solitudine, arrivando anche a infliggersi lesioni da solo.
Infine il gruppo giunge ad Alexandria, una comunità di sopravvissuti con poca, quasi nessuna, esperienza su come combattere le minacce esterne, i quali hanno espressamente voluto la presenza di Rick e gli altri perché li aiutino a difendersi. Nella nuova comunità Daryl fatica ad ambientarsi, mentre gli altri accettano incarichi di prestigio(Rick e Michonne svolgono una mansione simile a quella di poliziotto, Abraham diventa sovraintendente delle costruzioni, Maggie diventa consigliera di Deanna - la donna a capo di Alexandria) e si adeguano alle regole della comunità, così come alle comodità offerte (elettricità e acqua corrente), Daryl tiene con sé la sua balestra, nonostante il divieto di portare armi dentro le mura, non utilizza la doccia e non mangia il cibo offertogli, ma passa molto tempo fuori le mura, cacciando, e, assieme a Rick e Carol, si organizza per tenere da parte alcune armi personali nel caso le cose ad Alexandria vadano male.
Infine, però, inizia a legare con Aaron e il compagno Erik, i due "reclutatori" di Alexandria, i quali, anche se chiaramente per motivi diversi da Daryl, comprendono la sua sensazione di sentirsi sempre un "Outsider".
Poiché Erik non può uscire per via di una caviglia rotta Daryl accetta di prendere il suo posto come reclutatore e, dopo avere ricostruito una motocicletta che i due avevano in garage, su base di una Honda cb 750, parte con Aaron alla ricerca di superstiti da - eventualmente, se ritenuti validi - introdurre ad Alexandria per rafforzare la comunità.
Nel finale di stagione, Daryl e Aaron cadono in una sorta di trappola escogitata da un misterioso gruppo chiamato "I Lupi", ma vengono soccorsi da Morgan Jones, che è alla ricerca di Rick. Daryl e Aaron lo conducono ad Alexandria e i tre arrivano in tempo per assistere all'esecuzione, proprio per mano dell'ex sceriffo, di Pete colpevole di aver ucciso il marito di Deanna.

### Sesta stagione
La sesta stagione inizia con il gruppo di sopravvissuti intento a discutere un piano per deviare una gigantesca orda di vaganti, attualmente intrappolata in uno scavo abbandonato, la quale, nel caso si liberasse, si riverserebbe inesorabilmente su Alexandria.
L'orda si libera prima del previsto, obbligando il gruppo ad affrettare il piano, e Daryl, assieme ad Abrahm e Sasha, attira parte dell'orda attraverso un percorso precedentemente creato issando delle rudimentali palizzate ai lati di una strada. Dopo aver allontanato l'orda, i tre vengono attaccati da alcuni uomini armati, e Daryl viene separato da Abrahm e Sasha. Dopo aver nascosto sommariamente la sua moto, Daryl viene colpito alle spalle e stordito da un uomo chiamato semplicemente "D", in compagnia di due donne. Durante la marcia, attraverso una foresta bruciata, Daryl si libera approfittando di una distrazione, e scappa via con le loro cose, tuttavia quando trova un contenitore con dell'insulina, appartenente a una delle due donne, ritorna sui suoi passi per riconsegnargliela; in quel momento sopraggiunge un altro gruppo che è alla ricerca di D e le due donne (i quali credevano che Daryl fosse con loro), con l'aiuto di Daryl i tre si mettono in salvo, e decidono di fidarsi di lui, rivelandogli che stavano cercando una certa "Patty".
Mentre si fermano a riposare in prossimità di un capanno bruciato un vagante uccide una delle due donne. Non essendoci più traccia di Patty Daryl pone ai due superstiti le "tre domande" (un sistema ideato da Rick alla prigione, per decidere se una persona è meritevole o meno di entrare nel gruppo) e, soddisfatto delle risposte, decide di portarli ad Alexandria, tuttavia quando arrivano alla moto, D e la donna, rubano la balestra di Daryl, e la moto stessa, lasciando lì nella foresta con solo poche scorte mediche.
Poco lontano da lì Daryl trova un furgone porta gasolio, targato PATTY, con il quale si riunisce con Abraham e Sasha che lo stavano aspettando in un edificio, certi che li avrebbe ritrovati, e tornano verso Alexandria.
Lungo la via vengono bloccati da una banda di motociclisti che li obbliga a disarmarsi e gli intima di consegnare tutto ciò che hanno a "Negan". Proprio quando l'uomo alla guida sta per sparare ad Abraham e Sasha, Daryl li fa saltare in aria con un lanciamissili precedentemente recuperato da Abraham; i tre ritornano ad Alexandria in tempo per vedere Rick e gli altri combattere i resti dell'orda di vaganti che, in parte, aveva comunque raggiunto Alexandria; utilizzando il gasolio del furgone e il lanciamissili, creano un'esplosione abbastanza grande da attirare a sé i vaganti, la maggior parte dei quali finiscono finalmente carbonizzati.
Ristabilito l'ordine Daryl e Rick partono per una missione di rifornimento, durante la quale trovano un furgone pieno di provviste, che però gli viene rubato, con uno stratagemma, da un altro sopravvissuto di nome Paul Rovia, detto Jesus. Dopo un rocambolesco inseguimento che vede il furgone, con tutte le provviste, sprofondare in mezzo a un lago, Daryl e Rick catturano Jesus e lo portano ad Alexandria. Una volta ripresosi, Jesus spiega di non aver mai avuto intenzioni ostili verso di loro, ma anche lui era in cerca di rifornimenti per la sua comunità, Hilltop. Incuriosito, il gruppo visita Hilltop, una piccola comunità difesa solo da una rudimentale palizzata, e armati di lance e bastoni; Lì incontrano Gregory, il capo della comunità, e propongono di aprire un rapporto commerciale, ma l'uomo sostiene che il gruppo di Alexandria non abbia nulla da offrire. Quando tutto sembra concludersi con un niente di fatto, alcuni scout di Hilltop fanno ritorno, e uno di loro, Ethan, tenta di assassinare Gregory, ma viene fermato da Rick, Daryl e Abraham. Gli altri due che erano con Ethan spiegano che era stato Negan ad avere intimato a Ethan di uccidere il suo stesso leader, oppure lui avrebbe ucciso Craig, il fratello di Ethan.
Dopo questo episodio il gruppo di Alexandria "riapre i negoziati", con Daryl stesso che propone di uccidere questo Negan (leader dei "Salvatori", una banda che estorce provviste ai villaggi circostanti) sapendo che presto o tardi sarebbe giunto anche a casa loro.
Dopo essersi fatti indicare la base dei salvatori Daryl, Rick, Glenn, Michonne, Heat, Abraham, Gabriel, Andy (uno scout di Hilltop) e Jesus organizzano un raid notturno all'accampamento dei Salvatori, utilizzando la testa mozzata di un vagante che somigli approssimativamente a Gregory, come stratagemma per farsi aprire dalle guardie. Una volta dentro il gruppo uccide nel sonno gran parte dei Salvatori, prima di venire individuati; Nella sparatoria che ne segue, il gruppo ha la meglio, e Daryl recupera la sua moto con la quale l'unico Salvatore sopravvissuto stava inutilmente tentando la fuga. Purtroppo durante lo scontro, Carol e Maggie che erano rimaste indietro, vengono rapite e tenute come ostaggio per la liberazione del membro della banda catturato da Rick e gli altri; Daryl e gli altri raggiungono i tre rapitori in tempo per scoprire che Carol e Maggie si erano già liberate da sole. L'uomo che dovevano barattare con le due donne dice di essere lui Negan in persona, e viene giustiziato immediatamente da Rick.
Convinti della disfatta dei Salvatori, e tornati ad Alexandria, Daryl riparte per l'ennesima missione di rifornimento; trattandosi di medicinali, Denise (il medico della comunità) insiste nell'andare con lui, pur non avendo esperienza "sul campo", e chiede a Rosita di seguirli. Sulla via del ritorno, Denise rischia la vita per recuperare una lattina di soda (la preferita di Tara, di cui è innamorata), e viene sonoramente rimproverata da Daryl e Rosita. Denise li rimprovera a sua volta dicendo che il motivo per cui ha insistito per partecipare alla missione con loro, è perché Daryl le ricorda il fratello gemello Dennis, che la faceva sempre sentire al sicuro, e Rosita perché sente che è sola. Proprio in quel momento Denise viene uccisa da una freccia, scagliata proprio dalla balestra che "D" aveva rubato a Daryl; D in persona, il cui vero nome è Dwight, esce dal bosco circostante assieme ad altri membri dei Salvatori, che hanno preso Eugene come ostaggio, ma ignorano la presenza di Abraham nelle vicinanze. Dopo aver rivelato la presenza di Abrahm con lo scopo di distrarli, Eugene morde i testicoli di Dwight costringendolo a mollare la balestra, mentre Daryl uccide uno dei Salvatori con il coltello e prende dal suo cadavere un fucile da assalto. Nella sparatoria che ne segue, Eugene rimane lievemente ferito, mentre gran parte dei Salvatori vengono uccisi, ma Dwight scappa e Daryl recupera finalmente la sua Balestra.
Dopo avere seppellito Denise Daryl riparte da solo in moto per cercare e uccidere Dwight una volta per tutte; viene però visto da Glenn, Rosita e Michonne che lo inseguono cercando di dissuaderlo. Daryl però è irremovibile, gli altri decidono allora di aiutarlo e si dividono in due gruppi: Glenn e Michonne vengono però catturati da alcuni Salvatori, e usati come esca per Daryl e Rosita. Dopo avergli teso un'imboscata, Dwight appare alle spalle di Daryl e gli spara.
Ferito, Daryl viene portato, assieme a Glenn, Michonne e Rosita, in un bosco dove sono accampati altri Salvatori, i quali hanno catturato anche Rick, Carl, Maggie, Abraham, Sasha, Aaron e Eugene. Come gli altri, viene fatto inginocchiare davanti a Negan in persona, il quale afferma che da ora in poi il gruppo deve lavorare per lui, pertanto non li ucciderà tutti, e per risarcirlo degli uomini uccisi, dovranno dargli la metà di tutto ciò che hanno.
Il leader dei salvatori infine uccide uno di loro come monito. La sesta stagione termina con la morte di uno di loro, senza però rivelare di chi si tratta.

### Settima stagione
Nella prima puntata si scopre che la vittima di Negan è Abraham. Dopo avere eliminato l'uomo Negan si prende gioco di lui con Rosita, facendo infuriare Daryl, il quale aggredisce l'uomo. Il capo dei Salvatori, non potendo accettare questo affronto, decide di massacrare un secondo componente del gruppo, ossia Glenn. La mattina seguente Daryl viene fatto prigioniero da Negan, dove viene nutrito solo con cibo per cani. Dopo giorni di cella, Daryl approfitta di un Salvatore che non ha chiuso la porta della cella e scappa, con l'intenzione di prendere la sua moto. Viene subito circondato da alcuni Salvatori e Negan, che lo pestano per avere tentato di scappare. Una volta scortato da Dwight nell'"ufficio" di Negan lui gli offre due possibilità: La prima è lavorare per lui da "morto"; la seconda è lavorare per lui da vivo, ovvero godere di tutti i privilegi che un Salvatore come Dwight ha; Daryl rifiuta le due offerte e Dwight lo imprigiona, dove Daryl dice a quest'ultimo che non potrà mai essere fedele a Negan, dato che si preoccupa di qualcun altro. Nell'episodio I cuori battono ancora, mentre cerca di scappare, incontra Joey il grasso, che promette di non dire niente a nessuno e prega Daryl di non ucciderlo. Daryl uccide comunque l'uomo e, dal camion, esce Jesus, che lo porta in salvo a Hilltop da Rick e il gruppo. Dopo la sua fuga, si rifugia al Regno, dove parte alla ricerca di Carol. Una volta trovata, i due si abbracciano e cenano insieme. Annuncia poi a Morgan che il giorno seguente sarebbe tornato a Hilltop. Durante la visita di Simon, per prelevare il dottor Carson, si nasconde assieme a Maggie in uno scantinato e qui è sul punto.di uccidere un salvatore. I due hanno poi una breve discussione in cui Maggie dice a Daryl che non lo ritiene responsabile per la morte di Glenn e che non deve sentirsi in colpa; dice inoltre che anche lei avrebbe quasi voluto uccidere quel salvatore. Si reca insieme a Rick e gli altri a Oceanside per prelevare le loro armi e tornati ad Alexandria è sul punto di uccidere Dwight (anche incoraggiato da Tara) ma desiste in quanto l'uomo dichiara di voler uccidere Negan. Nel finale di stagione insieme ad Aaron e Rosita innesca degli esplosivi, per far fuori i salvatori, che però sono disinnescati dal gruppo della discarica che li ha traditi. Viene reclamato nuovamente da Negan, che non riesce nel suo intento a causa dell'arrivo di Hiltop e del Regno. Durante lo scontro finale uccide parecchi salvatori.

### Ottava stagione
Mentre Rick e gli altri si recano al santuario dai salvatori Daryl insieme a Morgan abbatte le guardie che si trovavano nei pressi degli avamposti. Conduce la mandria di zombie verso il santuario e dopo avere intrappolato i nemici, si reca insieme a Rick a un altro degli avamposti, in cui si trovano le armi che altro servono. Daryl inizia a mostrare un lato più freddo e spietato, uccidendo Morales con una freccia (anche se per salvare Rick), senza mostrare alcun rimorso essendo pur stati compagni durante primi giorni dell' "apocalisse". Insieme allo sceriffo, elimina poi i salvatori rimanenti, allertati proprio da Morales. Abbatte inoltre Todd, nonostante quest'ultimo si sia arreso e abbia rivelato loro che le armi sono all'avamposto di Gavin. Durante un inseguimento uccide un compagno di Yago, che poi verrá abbattuto da Rick, ed entrano così in possesso delle armi, tra cui diversi esplosivi che Daryl vorrebbe usare subito per far esplodere il santurario.
Litiga quindi con Rick, che è preoccupato per questo suo cambiamento, e i due arrivano anche alle mani, ma nella lite l'auto esplode a causa di una perdita di benzina e i due si riappacificano. Rick si dirige poi dagli scavarifiuti, mentre lui si reca al santuario con Tara. Lungo la strada incontrano Rosita e Michonne che avrebbero voluto vedere il santuario. Qui Daryl uccide una salvatrice che era in procinto di portare uno stereo al santuario, così da allontanare i vaganti. Aiutato da Tara e Morgan, insieme schiantano un furgone verso il santuario facendo entrare i vaganti.
Nel mid-season segue il piano di Carl e abbatte alcuni salvatori per strada, aiutato da Tara, Michonne e Rosita. Qui si riunisce a loro Dwight, che è stato scoperto da Laura e non può tornare dai salvatori. Nonostante tutto Daryl lo accoglie con loro nelle fogne, dove si rifugiano dopo che Alexandria viene assediata. Una volta calmate le acque ringrazia Carl (che è stato morso da un vagante e sta per morire) dicendogli che è merito suo se sono tutti vivi.
In seguito conduce il gruppo a Hilltop e ha una discussione con Tara per aver dubitato di Dwight che li ha salvati evitando che fossero scoperti nel bosco dagli uomini di Negan. Combatte egregiamente durante la battaglia a Hilltop. Poi insieme a Rosita catturerá Eugene, per togliere ai salvatori il loro fabbricante di proiettili e per servirsi delle sue abilitá. Tuttavia l'uomo riuscirá a fuggire vomitamdo addosso a Rosita.
Nell'ultima puntata della stagione, al termine della guerra con Negan, Daryl conduce Dwight in un bosco, inizialmente con l'intenzione di ucciderlo, ma vedendo il sincero pentimento dell'uomo decide di lasciarlo andare, a patto che non ritorni mai più, e gli concede persino un veicolo, per andare a cercare Sherry. Nell'ultima scena lui, Maggie e Jesus discutono l'avvenuto, concordando sul fatto che Rick abbia sbagliato a risparmiare Negan, e decidono che - a tempo debito - avrebbero mostrato a Rick i suoi errori.

### Nona stagione
Diciotto mesi dopo la fine della guerra contro i salvatori Daryl è stato messo a capo di questi ultimi. Tuttavia nonostante sia stato capace di mettere in riga gli ex uomini di Negan, Daryl non vuole più esserne a capo anche a causa dei ricordi di quando fu imprigionato al Santuario. Inoltre essendo quel luogo una fabbrica, le coltivazioni finiscono per marcire e alcuni salvatori iniziano pian piano a ribellarsi. Daryl esprime a Rick il suo desiderio di andarsene a Hilltop per controllare Maggie e il piccolo Hershel, ma in realtà è una scusa per non volere tornare ad Alexandria visto che vi è imprigionato Negan. Carol decide di assecondare Daryl assumendosi il ruolo da leader al posto suo. Per volere di Maggie Daryl impicca Gregory a causa del suo tentato omicidio nei confronti della donna. Dopo che l'alleanza tra le comunità si spezza a causa degli scontri tra Oceanside e i salvatori Daryl inizia ad appoggiare Maggie e le donne di Oceanside per eliminare Negan e i salvatori andando infine a scontrarsi con Rick, con cui però si riappacifica quasi subito. Tuttavia lo sceriffo viene coinvolto in un incidente al ponte che doveva collegare le comunità e che a causa di una mandria di zombie è stato costretto a farlo saltare. Avendo dato Rick per morto, poiché il corpo non fu mai stato ritrovato, Daryl decide di isolarsi nei boschi dove trova e addestra un cane. Carol lo incontra diversi anni dopo e insieme a lui ed Henry si recano a Hilltop. Qui viene mandato subito in missione per cercare Eugene, rimasto indietro e ferito per sfuggire a una strana orda di zombie parlanti. Nella missione Jesus perde la vita e Daryl scopre che gli zombie parlanti sono solo sopravvissuti travestiti. Durante il ritorno a Hilltop Daryl e il gruppo catturano Lydia, una ragazzina del gruppo di sopravvissuti che hanno ucciso Jesus e la portano alla colonia per interrogarla circa le azioni dei suoi compagni.

## Abilità e equipaggiamento
Essendo cresciuto quasi completamente da solo Daryl è un esperto in sopravvivenza e presenta anche ottime abilità come segugio, cacciatore e tiratore. Ha inoltre rivelato di essere stato nelle forze speciali, il cui addestramento gli ha permesso di avere larghe conoscenze nell'uso delle armi da fuoco e armi bianche, nel combattimento corpo a corpo e nel survivalismo.
La sua arma preferita è la balestra: nelle prime due stagioni e nella prima metà della terza utilizza una Horton Scout HD 125, mentre nella terza serie Michonne recupera una Bowtech Stryker Strykezone 380 dalla casa di Morgan che Daryl utilizza di lì in poi. Sporadicamente utilizza anche armi da fuoco quali pistole, fucili a pompa, fucili da assalto AKM e RPG.
Nelle prime stagioni è inoltre discretamente abile nel combattimento corpo a corpo,seppur non ai livelli di Rick Grimes, utilizzando uno stile selvaggio e aggressivo, spesso con l'uso di coltelli e ha dato prova di conoscere alcune leve articolari. Con il proseguire della serie affina maggiormente tali abilità, tanto da affrontare Rick tenendogli testa ben due volte ma anche personaggi molto più forti e letali, come il sussuratore Beta.

## Altri media
È stato realizzato un videogioco dal titolo The Walking Dead: Survival Instinct, incentrato su lui e suo fratello Merle nei primi giorni dell'apocalisse.